# Othello (joc)
Othello, també anomenat Reversi, és un joc de taula on dues persones competeixen per tornar tot el tauler (de 8 caselles x 8 caselles) del seu color, a partir de girar les peces de l'adversari. Va ser inventat en 1883 a Anglaterra, si bé la seva autoria és controvertida. La versió actual, adaptació japonesa de mitjans del segle xx, va popularitzar el nom Othello, derivat de la tragèdia de Shakespeare Otel·lo, on les fitxes blanques i negres representarien els dos homes enfrontats (essent les negres les del general que dona títol a l'obra) sobre un fons de gelosia (simbolitzada pel color verd del tauler). Les peces són discs que per una cara són de color negre i per l'altra, blanques, de manera que es poden tombar per representar el triomf d'un jugador o del seu rival.

## Desenvolupament del joc
Al seu torn cada jugador col·loca una peça de manera que toqui una fitxa pròpia o bé que encercli una o més fitxes de l'adversari entre la peça que s'acaba de col·locar i una del mateix color. Els discs entre ambdues queden automàticament convertits al color de qui ha tirat. L'altra persona recupera el torn i intenta revertir la línia que acaba de perdre, envoltant les fitxes amb unes altres pròpies, o bé iniciar una nova línia. Les línies compten en horitzontal, diagonal i vertical i una mateixa fitxa pot capturar peces en diferents files o rengleres, si aconsegueix envoltar-les del color que està a la cara superior.
Si un jugador no pot col·locar una peça que tombi cap fitxa o que toqui a una de les seves ja posades al tauler, ha de passar i perdre el torn. Continua l'alternança fins que cap dels dos pot posar una peça o bé tot el tauler ha quedat cobert de fitxes. Llavors es recompten les peces de cada color i guanya qui en té més.

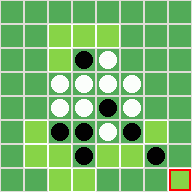
Partida d'Othello a mitges, on es mostra una possible tirada per a les peces blanques que capturaria una línia diagonal de fitxes negres i dominaria una cantonada, posició estratègica.

## Variants
Les versions estàndards difereixen en la manera de col·locar les peces a l'inici de la partida. La forma més habitual és ocupar els quadrats del centre, alternant-se peces blanques i negres, de manera que es toquin en diagonal les fitxes del mateix color. Altres versions inclouen només una fitxa per jugador o fins i tot es permet col·locar la primera peça on es vulgui, per liderar l'estratègia que seguirà. El millor és ocupar una cantonada, donat que no es pot envoltar de peces rivals i actua com a fita per capturar discs enemics.
Existeixen versions electròniques per jugar amb ordinador i a distància, i es juguen anualment campionats internacionals que enfronten els millors jugadors d'aquestes variants. Moltes partides dels campionats són cronometrades, de forma que el temps per torn és limitat.